# Discover Airlines
Discover Airlines (EW Discover GmbH) – niemiecka linia lotnicza z siedzibą we Frankfurcie. Jest własnością Grupy Lufthansa. Ze swoich baz we Frankfurcie i w Monachium obsługuje ponad 100 tras średnio oraz długodystansowych prowadzących do 70 portów lotniczych w 28 państwach regionu Morza Śródziemnego, Ameryki Północnej, Afryki i Karaibów.

## Flota
Według stanu na czerwiec 2025 flota Discover Airlines składała się z 30 samolotów o średnim wieku 13,2 lat:
| Samolot         | Samolot | Samolot   | Liczba miejsc | Liczba miejsc | Liczba miejsc | Liczba miejsc | Uwagi                                  |
| Model           | Aktywne | Zamówione | B             | P             | E             | Łącznie       | Uwagi                                  |
| --------------- | ------- | --------- | ------------- | ------------- | ------------- | ------------- | -------------------------------------- |
| Airbus A320-200 | 16      | –         | –             | –             | 180           | 180           |                                        |
| Airbus A330-200 | 3       | –         | 22            | 17            | 231           | 270           | Planowane wycofanie w 2026             |
| Airbus A330-200 | 3       | –         | 32            | 17            | 231           | 280           | Planowane wycofanie w 2026             |
| Airbus A330-300 | 11      | –         | 30            | 28            | 225           | 283           | Jeden egzemplarz w malowaniu Eurowings |
| Airbus A330-300 | 11      | –         | 27            | 31            | 244           | 302           | Jeden egzemplarz w malowaniu Eurowings |
| Łącznie         | 30      | 0         |               |               |               |               |                                        |